# 工藤美桜
工藤 美桜（くどう みお、1999年〈平成11年〉10月8日 - ）は、日本の女優、タレント、ファッションモデル、グラビアモデル。ファッション雑誌『with』レギュラーモデル（2021年6月号 - ）。
東京都出身。プラチナムプロダクション所属。

## 略歴
小学校4年のころからモデルの仕事を開始。最初は人前で表現などをするのが苦手で「演技を通じて自分なりに表現をすることが出来たら」と思ったことで、中学生時代は演劇部に入っていた。
2012年8月1日までは藤谷 まな名義でチャームキッズに所属していた。同年9月16日に工藤 美桜名義で活動することを発表した。現在はプラチナムプロダクションに在籍。
2015年10月4日から2016年9月25日まで放送された平成仮面ライダーシリーズ第17作『仮面ライダーゴースト』に深海カノン役でテレビドラマ・東映特撮作品に初出演。
2020年3月8日から2021年2月28日まで放送されたスーパー戦隊シリーズ『魔進戦隊キラメイジャー』にダブルヒロインの一人・大治小夜 / キラメイピンク役で東映特撮作品に再びレギュラー出演し、今回は変身する役となった。同年4月2日発売の『週刊ヤングジャンプ』No.18で初めて水着グラビアを担当。同年12月14日、集英社のデジタルコンテンツ表彰、「グラジャパ!アワード2020」で最優秀新人賞。
2021年4月28日発売の『with』6月号（講談社）よりレギュラーモデルになったことを自身のTwitterで報告した。5月23日配信の『仮面ライダーセイバー×ゴースト』では、深海カノン役を再演。続編『仮面ライダースペクター×ブレイズ』では仮面ライダーカノンスペクター役としても出演し、スーパー戦隊および仮面ライダーの両シリーズでヒーローに変身した初の女性キャストとなる。9月2日に1st写真集を11月25日に発売することが発表された。
2021年7月4日から9月12日まで放送された日曜劇場『TOKYO MER〜走る緊急救命室〜』で清川標役を演じ、「死者は...ゼロです!」という決めゼリフで話題となった。
2025年1月9日から放送されるテレビドラマ『コールミー・バイ・ノーネーム』でテレビドラマ初主演。

## 人物
- 好きなスポーツはバドミントンとダンス。特技は日本舞踊とフラフープ[18]。
- 同じJSガールのモデルでPISCAにも在籍している、同学年の盛永聖香と仲が良く、撮影会などのイベントでも「もりくどコンビ」として一緒になるほどである[19]。
- 『仮面ライダーゴースト』、『魔進戦隊キラメイジャー』の両作品に参加した監督の山口恭平は「後者の時点で大人っぽい演技ができるほど成長していたことに驚いた」と言い、引き出しの多い役者として重宝していることを語っている[20]。
- 2024年放送のテレビドラマ『院内警察』では、喫煙者という設定であったが、役作りを前提に本物のタバコが吸ったことがなかった非喫煙者であることを考慮してタールが入っていない茶葉タバコを吸う練習を行いながら本番に挑んだ[21][22]。
- MBTIはINFP[23]。
- ナン、お好み焼き、ケンタッキー、マクドナルドは、ご飯ではなく”おやつ”[24]。
- 2歳から一緒の幼馴染（同性）がいる[25]。
- 名前の由来は「母親と祖母に『美』という漢字が付いていることと、生まれた時に桜色の体だった」ことから[26]。

## 出演

### テレビドラマ
- GTO 第1話（2014年7月8日、関西テレビ） - モデル 役
- 仮面ライダーゴースト 第6話 - 最終話（2015年11月15日 - 2016年9月25日、テレビ朝日） - 深海カノン / 妹眼魂（声） 役
- わたしに運命の恋なんてありえないって思ってた（2016年12月20日、フジテレビ）
- コック警部の晩餐会 最終話（2016年12月22日、TBS） - 木村栄子 役
- ドラマ甲子園「青い鳥なんて」（2017年10月22日、フジテレビTWO） - りりか 役
- 咲-Saki-阿知賀編 episode of side-A（2017年12月7日 - 2018年1月11日、MBS） - 岡橋初瀬 役
- 江戸前の旬 第3話（2018年10月27日、BSテレ東） - 麻生夏海 役
- 神ちゅーんず 〜鳴らせ!DTM女子〜（2019年4月7日 - 6月9日、ABCテレビ） - 鷺沼 役
- 魔進戦隊キラメイジャー（2020年3月8日 - 2021年2月28日、テレビ朝日） - 大治小夜 / キラメイピンク 役[27]
- 世にも奇妙な物語’21夏の特別編「成る」（2021年6月26日、フジテレビ） - 実況 役[28]
- TOKYO MER〜走る緊急救命室〜（2021年7月4日 - 9月12日、TBS） - 清川標 役[29]
  - TOKYO MER～隅田川ミッション～（2023年4月16日、TBS）[30]
- ドクターX〜外科医・大門未知子〜 第7期 第8話（2021年12月2日、テレビ朝日） - ミカンちゃん 役[31]
- ドクターホワイト 第2話（2022年1月24日、関西テレビ） - 香織 役[32]
- タベホの女〜女3世代満腹日記〜（2022年2月26日、チャンネルNECO） - 山盛樹里 役[33]
- 汝の名 第1話（2022年4月5日、テレビ東京） - 山口添美 役
- 連続テレビ小説 ちむどんどん 第18回 - 第20回（2022年5月4日 - 5月6日、NHK） - 南山原高校料理部の生徒 役[34]
- 特捜9 Season5 第6話（2022年5月11日、テレビ朝日） - 滝口若葉 役[35]
- 彼女、お借りします（2022年7月3日 - 9月25日、ABCテレビ） - 更科瑠夏 役[36]
- テッパチ! 第9話（2022年8月31日、フジテレビ） - 石井春菜 役[37]
- 親愛なる僕へ殺意をこめて（2022年10月5日 - 11月30日、フジテレビ） - 白菱凛 役[38]
- コンビニ★ヒーローズ〜あなたのSOSいただきました!!〜 第7話（2022年11月23日、関西テレビ 他） - 泉 役[39]
- リエゾン -こどものこころ診療所- 第4話（2023年2月10日、テレビ朝日） - 沙良 役[40]
- 十津川警部の事件簿 ⁡草津・殺しのトライアングル（2023年2月13日、テレビ東京） - まりあ 役
- #who am I（2023年3月8日 - 22日、フジテレビ） - 中田麻友 役[41]
- 合理的にあり得ない 〜探偵・上水流涼子の解明〜 第1話（2023年4月17日、関西テレビ） - 橘亜里沙 役
- トリリオンゲーム 第2話（2023年7月21日、TBS） - 栞 役[42]
- 転職の魔王様 第2話（2023年7月24日、関西テレビ・フジテレビ） - 村松愛 役
- ギフテッド Season1 第1話・第4話（2023年8月12日・9月2日、東海テレビ・フジテレビ） - 生駒沙耶香 役[43][44]
- アオハライド Season1（2023年9月22日、WOWOW） - 仁藤明日美 役[45]
- あたりのキッチン!（2023年10月14日 - 12月23日、東海テレビ・フジテレビ） - 鈴代桜 役[46][47]
- 正直不動産2 第1話（2024年1月9日、NHK） - 芽衣 役[48]
- 院内警察（2024年1月12日 - 3月22日、フジテレビ） - 白石日向 役[49]
- イミコワ考察ミステリー 不気味な答え「デスゲーム」（2024年3月2日 - 16日、テレビ朝日）- アダチ（安達仁奈） 役
- 坂の上の赤い屋根（2024年3月3日 - 31日、WOWOW） - 青田彩也子 役[50]
- ミス・ターゲット 第3話（2024年5月5日、ABCテレビ・テレビ朝日） - 本城葵 役[51]
- マウンテンドクター 第2話 - 最終話（2024年7月15日 - 9月17日、関西テレビ・フジテレビ） - 丸山絵理子 役[52]
- 全領域異常解決室 第1話（2024年10月9日、フジテレビ） - 駿河美鶴 役[53]
- D&D〜医者と刑事の捜査線〜 第3話（2024年11月1日、テレビ東京） - 悠木美奈 役[54]
- コールミー・バイ・ノーネーム（2025年1月10日 - 2月28日、MBS） - 主演・世次愛 役（尾碕真花とW主演）[17]

### ウェブドラマ
- リアル鬼ごっこ〜ライジング〜「佐藤さんの正体!」（2015年7月1日、J:COMオンデマンド） - 佐藤えみ 役
- あれほど逃げろと言ったのに…（2019年8月12日 - 10月7日 、AbemaTV） - 三浦沙梨 役
- 仮面ライダーシリーズ
  - 仮面ライダーセイバー×ゴースト（2021年5月23日、東映特撮ファンクラブ） - 深海カノン 役[55]
  - 仮面ライダースペクター×ブレイズ（2021年6月27日、東映特撮ファンクラブ） - 深海カノン / 仮面ライダーカノンスペクター 役[56]
  - 仮面ライダージャンヌ&仮面ライダーアギレラ withガールズリミックス（2022年8月 - 、東映特撮ファンクラブ） - 深海カノン 役[57]
- じゃない方の夜 〜恋は突然、生まれない。〜（2021年10月25日・11月1日、Paravi） - ルイ 役
- ぬらりひょんの棲む家2（2021年12月10日、peep） - 小山田美月 役
- 嘘喰い -鞍馬蘭子篇/梶隆臣篇-（2022年2月11日 - 、dTV）[58]
- REAL 恋愛殺人捜査班 第1話・第2話（2024年7月5日、FOD） - 高野エマ 役[59]
- 『てのひらラブストーリー ～婚活五重奏～』「焼き鳥、串から外すか？ 外さないか？」（2024年9月30日・10月7日、YouTube） - 平井裕佳 役[60]
- 離婚弁護士 スパイダー SEASON3 容疑者 美雲飛鳥（2025年3月21日、Hulu） - 若松真白 役[61]
- 死ぬほど愛して 第7話（2025年5月8日、ABEMA SPECIAL）[62] - 美久 役
- 秘密のケンミンSHOW極×ショードラコラボ「推し活女子のケンミン旅」（2025年5月 - 、TikTok・Instagram） - 主演・大江戸あおい 役
- おままごと〜結婚は人生の墓場ですか？〜（2025年7月1日 - 、FOD SHORT） - 夏希先生 役[63]

### 映画
- 心霊写真部 劇場版（2015年5月30日、キャンター） - 望海 役
- 仮面ライダーシリーズ（東映） - 深海カノン 役
  - 劇場版 仮面ライダーゴースト 100の眼魂とゴースト運命の瞬間（2016年8月6日）
  - 仮面ライダー平成ジェネレーションズ Dr.パックマン対エグゼイド&ゴーストwithレジェンドライダー（2016年12月10日）
- 9つの窓「赤い糸」（2016年2月6日、キャンター） - 近藤未希 役
- 恋と嘘（2017年10月14日、ショウゲート） - 春奈 役
- 咲-Saki-阿知賀編 episode of side-A（2018年1月20日、ティ・ジョイ） - 岡橋初瀬 役
- 春待つ僕ら（2018年12月14日、ワーナー・ブラザース）
- 愛唄 -約束のナクヒト-（2019年1月25日、東映）
- L❤︎DK ひとつ屋根の下、「スキ」がふたつ。（2019年3月21日、東映）
- バイバイ、ヴァンプ!（2020年2月14日） - 砂月美貴 役
- スーパー戦隊シリーズ（東映） - 大治小夜 / キラメイピンク 役
  - 魔進戦隊キラメイジャー エピソードZERO（2020年2月8日）[64]
  - 魔進戦隊キラメイジャー THE MOVIE ビー・バップ・ドリーム（2021年2月20日）[65]
- まくをおろすな!（2023年1月20日、ショウゲート） - ヒロイン・モン太（近松門左衛門） 役[66][67]
- 劇場版 TOKYO MER〜走る緊急救命室〜（2023年4月28日、東宝） - 清川標 役
  - 劇場版 TOKYO MER〜走る緊急救命室〜南海ミッション（2025年8月1日、東宝） - 清川標 役[68]
- 赤羽骨子のボディガード（2024年8月2日、松竹） - 小樽椚 役[69]
- 僕らは人生で一回だけ魔法が使える（2025年2月21日、ポニーキャニオン） - ミズホ 役[70][71]

### オリジナルビデオ
- 仮面ライダーシリーズ - 深海カノン 役
  - 仮面ライダーゴースト アラン英雄伝 第一章・第二章・最終章（2016年4月13日・7月13日・2017年1月11日）
  - てれびくん超バトルDVD 仮面ライダーゴースト 真相！英雄眼魂のひみつ！（2016年）
  - ゴースト RE:BIRTH 仮面ライダースペクター（2017年4月19日）
- スーパー戦隊シリーズ - 大治小夜 / キラメイピンク 役
  - 魔進戦隊キラメイジャーVSリュウソウジャー（2021年8月4日）[72]
  - 機界戦隊ゼンカイジャーVSキラメイジャーVSセンパイジャー（2022年9月28日）[73]

### テレビ番組
- ピラメキーノ「バカウケコドモ-1GP」（2011年 - 2012年、テレビ東京） - コドモ審査員
- めざましテレビ「イマドキ」（2017年4月 - 2020年3月、フジテレビ） - イマドキガール
- ポップUP!（2022年4月4日 - 12月19日、フジテレビ） - 月曜日レギュラー[74]
- THE突破ファイル（2021年12月5日・2022年12月1日・2023年2月2日・5月25日・9月27日・11月30日・12月7日・2024年3月28日・6月13日・8月9日・9月5日・2025年2月20日・4月17日・5月29日、日本テレビ） - 突破交番・工藤巡査 役など

### ウェブ番組
- 妄想トゥクン（2022年2月15日・22日・3月1日、ABEMA）[75]

### CM
- 黒騎士と白の魔法「彼女の疑問〜階段〜」
- パナソニック「Link STYLE LED」
- 和食さと
- バンダイ アイカツフォンルック
- モスバーガー お待たせする理由（海老カツ）編（2017年）
- LiVEMAX HOTELS & RESORTS（2017年）
- Lilith Games「Rise of Kingdoms―万国覚醒―」（2022年）[76][77]
- with（2023年）[78]
- 日清シスコ ごろっとグラノーラ「ごろグラでした〜贅沢果実」篇（2024年）[79]

### 舞台
- スティングガールズ（2020年1月10日 - 19日、ザムザ阿佐ヶ谷） - 主演・桜木舞子 役
- 劇団0話「あなたのばん」（2019年8月30日 - 9月1日、代官山シアター） - 主演
- 朗讀劇『極楽牢屋敷』（木下半太版四谷怪談）（2023年8月11日 - 20日、東京・サンシャイン劇場）[80]

### ミュージック・ビデオ
- SILENT SIREN
  - 「セピア」（2017年）
  - 「HERO」（2019年）
- Super Break Dawn
  - 「Silent Snow」（2018年）
  - 「桜の樹の下で」（2021年）
- Aimer「花びらたちのマーチ」（2019年）
- THIS VERY DAY「ヒカリへ」（2019年）

### ラジオ
- オレたちゴチャ・まぜっ!〜集まれヤンヤン〜（2019年4月21日 - 2020年4月18日、MBSラジオ） - ヤンヤンガールズ11期生[81]

### 玩具
- 仮面ライダーゴースト 眼魔アイコン 深海カノン（2017年1月） - 深海カノン 役
- 魔進戦隊キラメイジャー 最煌弓 DXキラフルゴーアロー（2020年10月3日） - 大治小夜 役
- 魔進戦隊キラメイジャー キラメイチェンジャー -MEMORIAL EDITION-（2022年11月） - 大治小夜 役

## 書籍

### 雑誌連載
- JSガール（三栄書房）
- with（2021年4月28日〈6月号〉 - 、講談社） - レギュラーモデル[13]

### 写真集
- 工藤美桜ファースト写真集「KIMINOMIO」（2021年11月25日、集英社、ISBN 978-4-08-790058-3）[15]

### デジタル写真集
- キラメイキス（2020年6月22日、小学館）
- そらしちゃダメっ!!（2020年9月17日、集英社、YJ PHOTO BOOK）
- PINK&GAP（2020年10月2日、集英社、週プレ PHOTO BOOK）[82]
- はじめて魅せる大人SEXY（2021年3月10日、講談社、FRIDAYデジタル写真集）
- このままじゃいられない！（2021年4月8日、集英社、YJ PHOTO BOOK）[83]
- 高嶺の花（2021年5月11日、光文社、FLASHデジタル写真集）[84]
- オトナ色に咲く（2021年6月23日、講談社、FRIDAYデジタル写真集）[85]
- センチメンタルな柔肌（2021年8月22日、講談社、FRIDAYデジタル写真集）[86]
- そんな君との、サマーライフ（2021年8月31日、主婦の友社）[87]
- 不思議（2021年9月2日、集英社、YJ PHOTO BOOK）[88]
- 愛されて、特撮。（2021年9月13日、集英社、週プレ PHOTO BOOK）[89]
- 癒しの女神（2022年5月20日、扶桑社、SPA!デジタル写真集）[90]
- 初夏の艶（2022年5月31日、光文社、FLASHデジタル写真集）[91]
- 夏の扉（2022年6月27日、集英社、週プレ PHOTO BOOK）[92]
- 後ろ髪は引かれない（2022年9月1日、集英社、YJ PHOTO BOOK）[93]
- 秘密の旅（2022年10月20日、講談社、FRIDAYデジタル写真集）[94]
- 輝きながら……（2022年10月20日、講談社、FRIDAYデジタル写真集）[94]
- 光のなかで立っていてね。（2022年11月14日、集英社、週プレ PHOTO BOOK）[95]
- 秘密の夏休み（2022年12月27日、光文社、FLASHデジタル写真集）[96]

### カレンダー
- 工藤美桜『工藤美桜 2022.4-2023.3 カレンダー』わくわく製作所 (WAKU2factory)、2022年3月26日。ASIN B09SNQBHPH。

## 作品

### 映像作品
- ジュニアアイドルリング 藤谷まな編（2011年5月22日、アイマックス）[97]

### キャラクターソング
| 発売日         | 商品名                                                  | 歌                   | 楽曲                  | 備考                                                         |
| -------------- | ------------------------------------------------------- | -------------------- | --------------------- | ------------------------------------------------------------ |
| 2020年12月23日 | 魔進戦隊キラメイジャー キャラクターソングアルバム       | 大治小夜（工藤美桜） | 「キセキをユメみる?」 | 特撮テレビドラマ『魔進戦隊キラメイジャー』エンディングテーマ |
| 2021年2月10日  | 魔進戦隊キラメイジャー 全曲集 めっちゃ輝煌（きこう）ぜ! | 大治小夜（工藤美桜） | 「キセキをユメみる?」 | 特撮テレビドラマ『魔進戦隊キラメイジャー』エンディングテーマ |